# Länsmansmyrtjärnen, Västerbotten
Länsmansmyrtjärnen är en sjö i Vindelns kommun i Västerbotten och ingår i Umeälvens huvudavrinningsområde. Länsmansmyrtjärnen ligger i Åtmyrberget Natura 2000-område.